# ZamKor
ZamKor P. Sagnowski i Wspólnicy spółka jawna – wydawnictwo specjalizujące się w podręcznikach z fizyki i chemii dla gimnazjum i szkoły ponadgimnazjalnej, produkcji pomocy dydaktycznych i materiałów multimedialnych z obu tych przedmiotów oraz kursów e-learningowych.

## Historia[1]
Wydawnictwo ZamKor zostało założone w Krakowie w 1991 roku przez dr Barbarę Sagnowską i Janusza Kędrynę. Początkowo firma działała pod nazwą Wydawnictwo „Zamiast Korepetycji” s. c. i specjalizowała się w publikacjach z fizyki. W ciągu kolejnych lat dwukrotnie zmieniano jej nazwę: w 2004 roku na Wydawnictwo ZamKor B. Sagnowska i Wspólnicy spółka jawna, a w 2005 roku na obecnie obowiązującą ZamKor P. Sagnowski i Wspólnicy spółka jawna. Wydawnictwo od początku swojego istnienia jest firmą rodzinną.
Pierwsza siedziba ZamKoru mieściła się w mieszkaniu dr Barbary Sagnowskiej przy ulicy Królewskiej w Krakowie. W 1998 roku przeniesiona została na ulicę Asnyka, a od 2002 roku jej budynki znajdują się przy ulicy Tetmajera 19 w Krakowie.

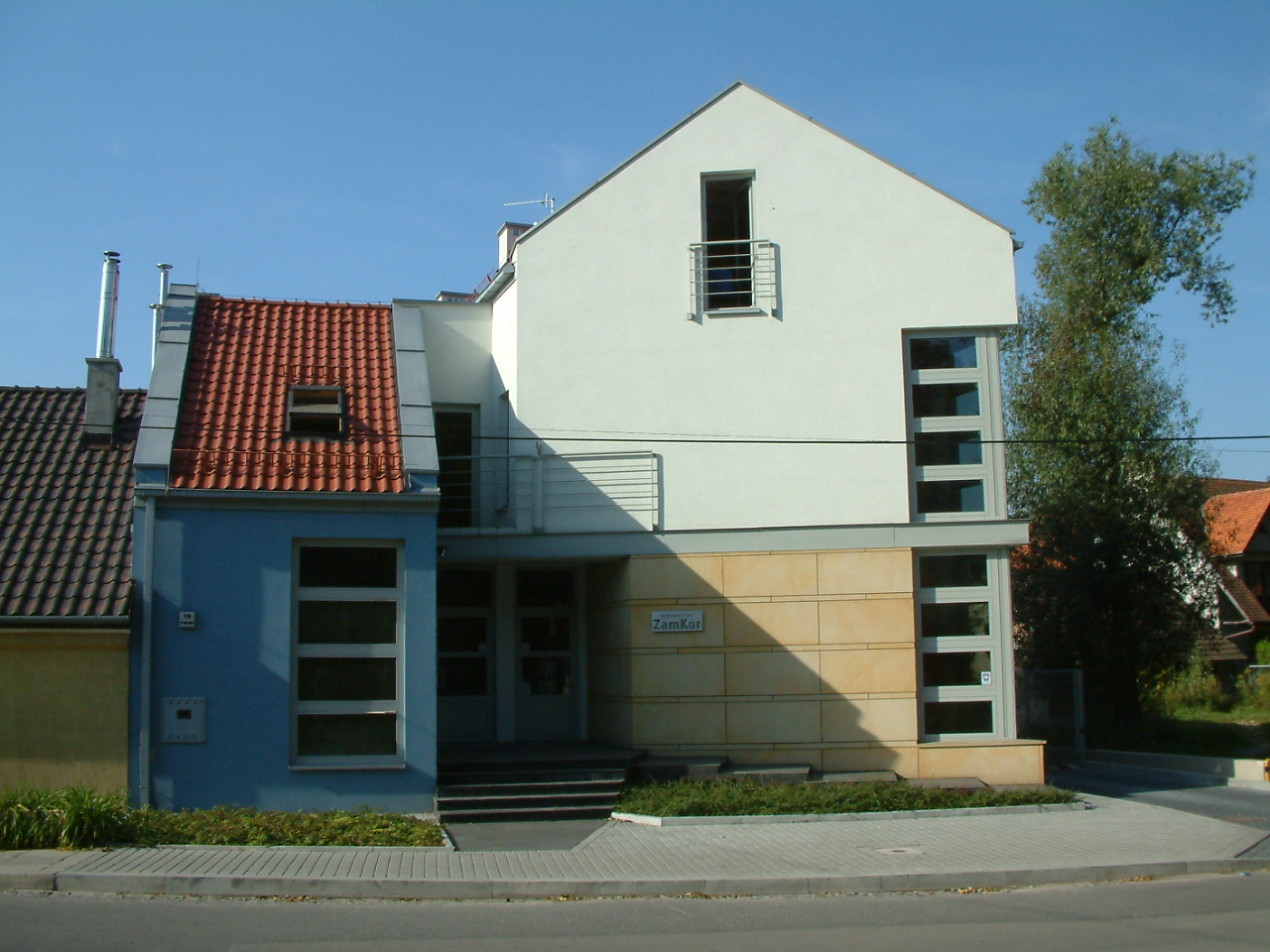
Siedziba wydawnictwa

Pierwszą pozycją wydawniczą ZamKoru były Rozwiązania testów z fizyki z egzaminów wstępnych na akademie medyczne autorstwa dr Barbary Sagnowskiej. Książka ukazała się w 1991 roku w nakładzie ok. 10 000 egzemplarzy.
W 2005 roku ZamKor rozpoczął produkcję zestawów doświadczalnych z fizyki oraz wprowadził do swojej oferty wydawniczej pakiet do kształcenia zintegrowanego Chociaż mało mamy lat..., a w 2009 roku publikacje szkolne z chemii. W tym czasie rozpoczął też sprzedaż sprzętu laboratoryjnego. Od 2010 roku w ofercie wydawnictwa znajduje się Platforma Edukacyjna zawierająca kursy multimedialne. Dydaktyczna wartość kursów jest sprawdzana przez uczniów i nauczycieli biorących udział w projekcie Wybieram eFizykę.
W 2011 roku wydawnictwo ZamKor obchodziło 20-lecie swojego istnienia. Jubileusz uświetnił koncert z udziałem artystów z Krakowa: Grzegorza Turnaua i Andrzeja Sikorowskiego.

## Projekty
Od roku szkolnego 2010/2011 wydawnictwo ZamKor organizuje Próbę Generalną z fizyki i chemii, w skład której wchodzą:
- Próbny egzamin gimnazjalny z ZamKorem
- Próbny egzamin maturalny z ZamKorem

Natomiast od roku szkolnego 2011/2012 realizuje projekty:
- Z ZamKorem do egzaminu z fizyki
- Z ZamKorem do egzaminu z chemii

## Nagrody i wyróżnienia[2]
- 2012[3] – nagroda im. Filipa Kallimacha dla Anny Warchoł za wybitne osiągnięcia w sferze edukacji przyznana przez Magazyn Literacki „Książki”
- 2011 – tytuł Gazeli Biznesu 2011
- 2011[4] – Medal Komisji Edukacji Narodowej dla dr Barbary Sagnowskiej za wybitne zasługi w reformowaniu nauczania fizyki w polskich szkołach
- 2011[5] – tytuł Regionalnego Lidera Innowacji i Rozwoju – 2011 w kategorii Innowacyjna usługa
- 2010 – certyfikat Produkt Klasy Marzeń 2010 podczas XV Targów Edukacyjnych EDUKACJA w Kielcach za zestaw ZamKor El-Go
- 2009 – nagroda im. Filipa Kallimacha dla dr Barbary Sagnowskiej za wybitne osiągnięcia w sferze edukacji przyznana przez Magazyn Literacki „Książki”
- 2009[6] – wyróżnienie Polskiej Akademii Umiejętności za cykl podręczników Wybieram chemię autorstwa Zofii Kluz i Michała M. Poźniczka
- 2008 – nagroda EDUKACJA XXI w kategorii Najlepszy podręcznik szkolny na 23. Krajowych Targach Książki
- 2008[6] – nagroda Polskiej Akademii Umiejętności za cykl podręczników Zrozumieć świat. Podręcznik do fizyki dla gimnazjum, część I-IV pod red. Barbary Sagnowskiej
- 2006[6] – wyróżnienie Polskiej Akademii Umiejętności za cykl podręczników Chemia dla szkół ponadgimnazjalnych – zakres rozszerzony autorstwa Michała M. Poźniczka i Zofii Kluz
- 2002[6] – nagroda Polskiej Akademii Umiejętności za najlepszy szkolny podręcznik Fizyka dla gimnazjum autorstwa Marii i Ryszarda Rozenbajgierów oraz Jerzego Kreinera